# Two Kettles

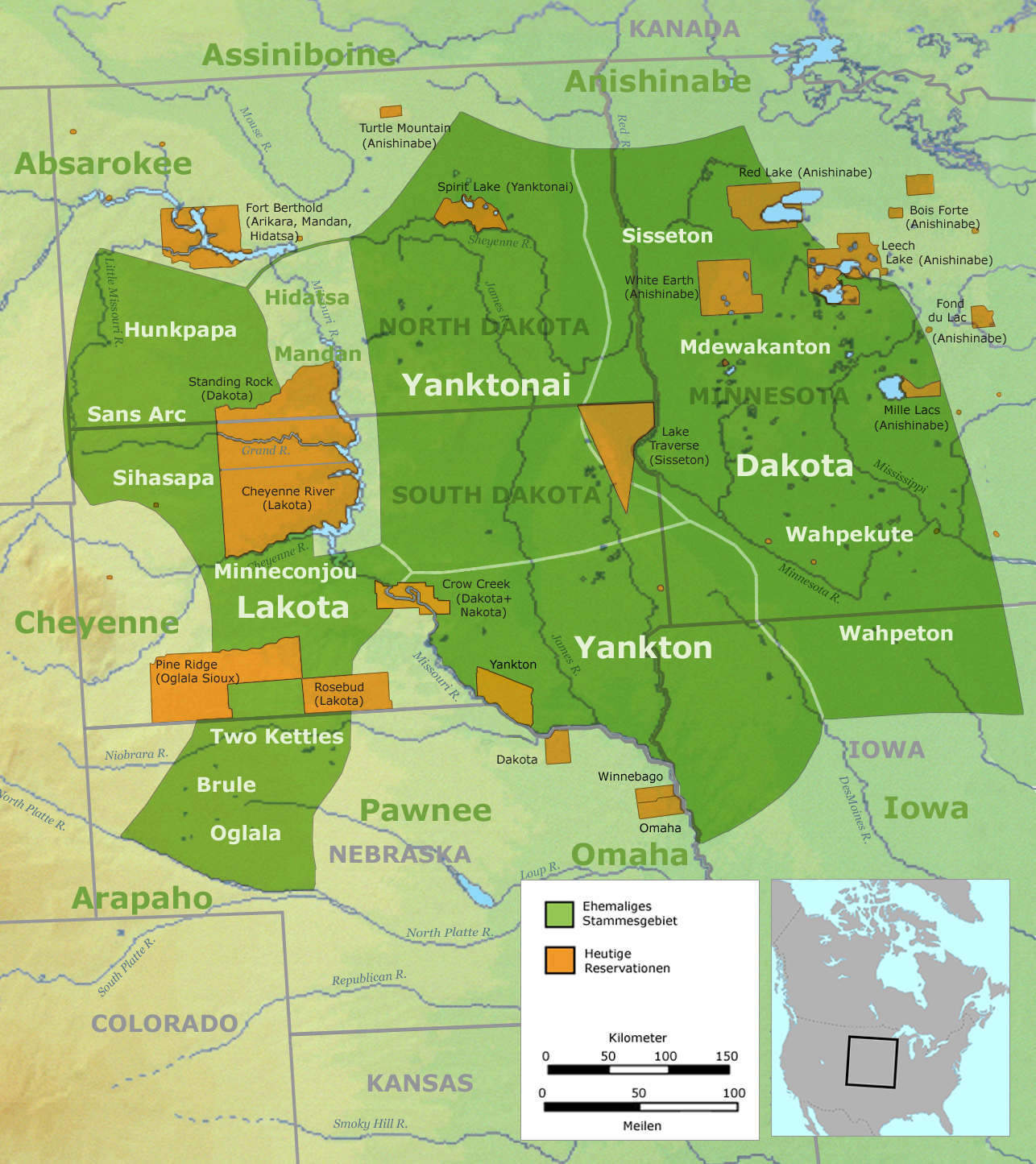
Ehemalige Stammesgebiete der Sioux-Gruppen (grün): der Lakota (inklusive der Two Kettles), der benachbarten Nakota (Yanktonai und Yankton) sowie Dakota-Stämme und heutige Reservationen (orange)

Die Two Kettles, Oóhenuŋpa oder O'ohe Nuŋpa (auch Oohenonpa) sind ein nordamerikanischer Indianerstamm und gehören zu den Lakota aus der Sioux-Sprachfamilie. Der Name Two Kettles (Zwei Kessel) ist eine englische Übersetzung der Eigenbezeichnung Oóhenuŋpa (‘Two Cookings’ oder ‘Two Kettles’, oóhe – 'zubereitete Mahlzeit' und núŋpa – 'zwei', bedeutet etwa 'die Reichen').
Die Two Kettles bilden einen von sieben Lakota-Stämmen; die anderen sechs Stämme heißen Brulé, Hunkpapa, Minneconjou, Oglala, Sihasapa und Sans Arc. Ihr früheres Stammesgebiet lag im südwestlichen South Dakota und westlichen Nebraska, wo sie wie die meisten Indianer der Great Plains in Tipis wohnten und von der Büffeljagd lebten.

## Gruppen oder Thióšpaye der O'óhenuŋpa (Two Kettles)
Die Two Kettles werden oft zusammen mit den Minneconjou (Mnikȟówožu oder Hokwoju -‘Plants by the Water’, d. h. Pflanzung am Wasser) und Itazipco (von Itázipčho, Itazipcola, Hazipco – ‘Those who hunt without bows’, franz. Sans Arc) als Central Lakota bezeichnet und unterteilten sich in folgende Gruppen:
- Wanúŋwaktenula (auch Waniwacteonila - ‘Killed Accidentally’)
- Šúŋkayútešni (‘Eat No Dogs’ - 'Jene, die keine Hunde essen')
- Mnišála (‘Red Water’, ursprünglich eine Splittergruppe der gleichnamigen tiyošpaye der Itázipčho (Sans Arc), die sich den O'ohe Nuŋpa anschloss)
- Oiglapta (‘Take All That Is Left’)

Die Two Kettles gehörten ursprünglich zu den Wanhin Wega (‘Broken Arrow’), einer Gruppe der Minneconjou, spalteten sich jedoch ca. 1840 von diesen ab und wurden eine eigenständige Gruppe.
Oftmals werden die Oóhenuŋpa auch in zwei Stammesgruppen unterteilt:
- Oóhenúŋpa (Oohe Noⁿpa - ‘Two Cookings’ oder ‘Two Kettles’)
- Ma Waqota (Ma-wahota - ‘Skin-smeared-with-whitish-earth’)

## Kultur

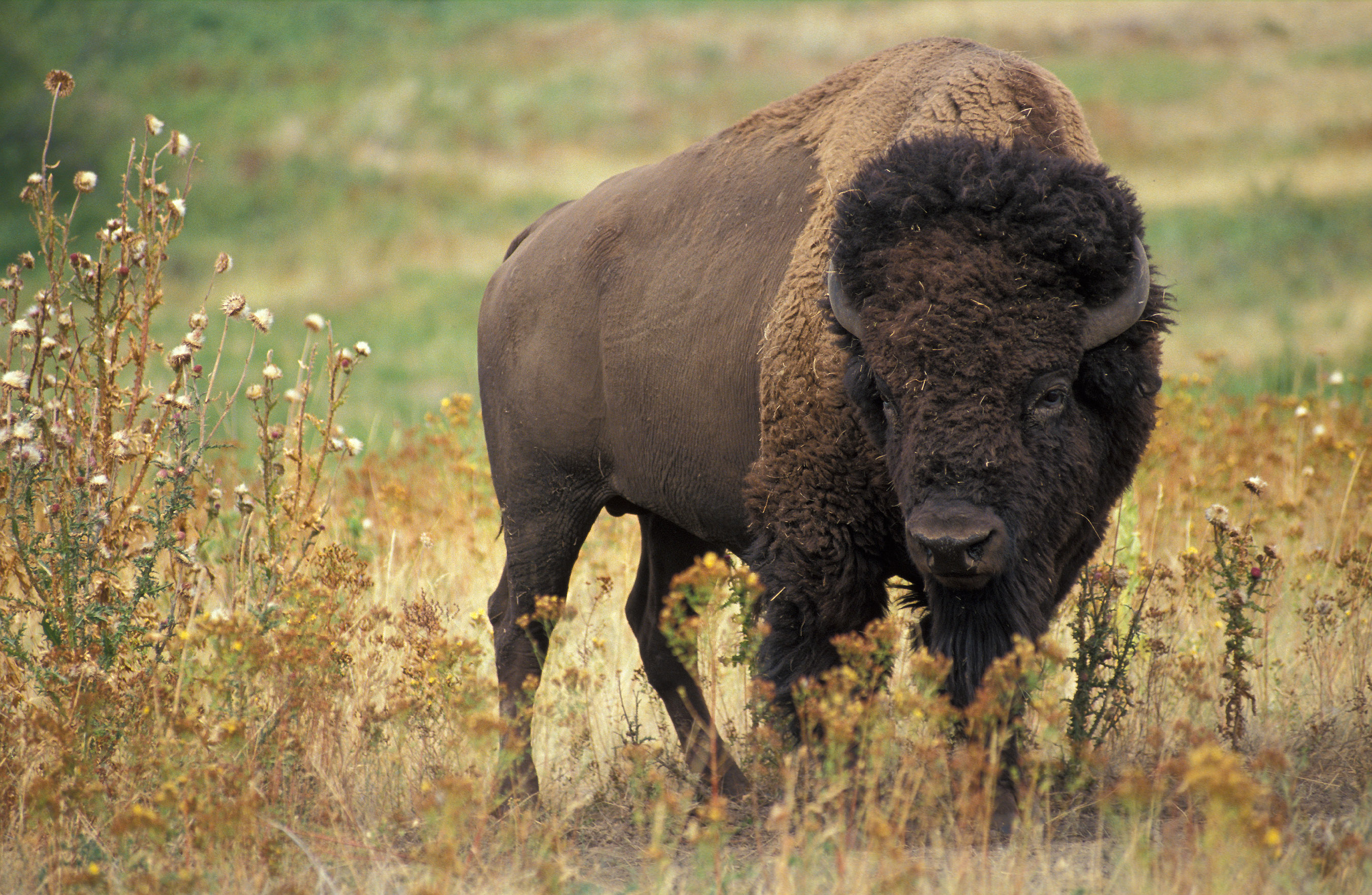
Amerikanischer Bison

In Friedenszeiten war die Bisonjagd die Hauptbeschäftigung der nomadischen Two Kettles. Die Hauptjagdzeit war im Sommer, dann sammelten sich die Familien in größeren Dörfern und bildeten einen Lagerkreis, wobei jede Familie ihren traditionellen Platz im Kreis der Tipis einnahm. Der Bison lieferte nicht nur Fleisch, sondern nahezu alles, was ein Lakota zum Leben brauchte. Aufgrund seiner hohen Bedeutung wurde der Büffel als heiliges Tier verehrt und in Ritualen wurde sein Geist vor jeder Jagd gepriesen. Entscheidend für den Jagderfolg war das Pferd, das ein Bisonjäger sorgfältig aussuchte und pflegte. Es musste ausdauernd sein, denn selbst ein tödlich getroffener Bisonbulle konnte noch weit laufen, bevor er zusammenbrach. Es musste Mut besitzen, wenn der Reiter in die Herde eindrang, und mit viel Geschick den nach ihm stoßenden spitzen Hörnern ausweichen. So ein Pferd wurde von der Familie wohlbehütet und wenn Diebe aus feindlichen Stämmen in der Nähe waren, holte man das Bisonpferd ins Tipi und die Frauen mussten draußen schlafen.
Zur Bisonjagd war der Jäger nur mit ledernem Lendenschurz und Mokassins bekleidet. Bewaffnet war er mit einer kurzen Lanze oder mit einem Bogen und etwa 20 markierten Pfeilen, an denen man den Schützen erkennen konnte. War der Jäger nahe genug am ausgewählten Bison, versuchte er eine Stelle hinter der letzten Rippe zu treffen. In der Regel waren jedoch mindestens drei Treffer nötig, um das Tier zu erlegen. Trotzdem war die Bisonjagd eine gefährliche Angelegenheit, der manches Pferd oder auch Jäger zum Opfer fielen.

## Geschichte
Aus der Zeit, als die Lakota noch im Quellgebiet des Mississippi River lebten, gibt es keinerlei Informationen über die Two Kettles. Selbst Lewis und Clark erwähnen keinen Stamm dieses Namens. Es ist wahrscheinlich, dass die Two Kettles zu Beginn des 19. Jahrhunderts gemeinsam mit den Minneconjou, Sans Arc, Hunkpapa und Sihasapa eine als Saone bekannte Abteilung der Lakota bildeten, die nach dem Überschreiten des Missouri in mehrere Gruppen zerfiel. Laut Lewis und Clark lebten die Saone 1804 an beiden Seiten des Missouri Rivers unterhalb des Beaver Creeks in North Dakota und wurden derzeit auf etwa 800 Stammesmitglieder geschätzt.
Erst Pierre Jean de Smet, ein belgischer Missionar, erwähnte den Stamm 1843 in seinen Briefen und schätzte ihn ebenfalls auf 800 Mitglieder. Laut Ferdinand Vandeveer Hayden zogen sie 1862 den Cheyenne River zwischen Cherry Creek und Grand River auf und ab. Ihr oberster Häuptling dieser Zeit war Matotopa oder Vier Bären, ein Mann von eingeschränkten Fähigkeiten, aber von günstigem Einfluss auf sein Volk. Die Two Kettles führen selten Krieg, sind gute Jäger und gerissen beim Umgang mit Händlern. Sie behandeln weiße Leute wie Händler und Besucher mit Respekt.
Wahrscheinlich waren sie 1866 am Fetterman-Gefecht bei Fort Phil Kearny beteiligt. Es war ein Gefecht zwischen Lakota, Cheyenne und Arapaho einerseits und Soldaten der US-Armee, das von der US-Presse als Massaker disqualifiziert wurde. Die Indianer belagerten im Red-Cloud-Krieg das Fort Phil Kearny in Wyoming. Am 21. Dezember 1866 wurde ein Holztransport auf dem Weg zum Fort von Indianern angegriffen. Captain William J. Fetterman bekam den Auftrag, mit einer Truppe von insgesamt 81 Soldaten die Begleiter des Holztransports zu befreien. Mit einer List lockten die Indianer Fettermanns Truppe in einen Hinterhalt, in dem alle US-Soldaten den Tod fanden und die Leichen verstümmelt wurden. Das Fetterman-Massaker rief in der amerikanischen Bevölkerung große Bestürzung hervor. Es war die schlimmste Niederlage, die die US-Armee bisher in den Indianerkriegen im Westen erlitten hatte. Da viele von Fettermanns Soldaten noch mit Vorderladern ausgerüstet gewesen waren, wurde als erste Maßnahme die Ausstattung mit modernen Repetiergewehren vom Typ Springfield Modell 1866 angeordnet.
Im Vertrag von Fort Sully 1865 hatten die Two Kettles zugestimmt, keine Weißen und/oder Indianer zu bekämpfen, außer im Falle der Selbstverteidigung, und sich dauerhaft in Reservationen niederzulassen. Den Vertrag unterzeichneten die Häuptlinge White Hawk (Weißer Falke), Spotted Horse (Geflecktes Pferd) und Four Bears (Vier Bären) und andere und er wurde weitgehend eingehalten. Angeblich sollen sie aber an der Schlacht am Little Bighorn River beteiligt gewesen sein.

## Demografie
Weder ansteckende Krankheiten noch Kriege haben die Zahl der Two Kettle seitdem reduziert. Bei einem Zensus aus dem Jahr 1887 wurden 642 Stammesangehörige ermittelt. Seitdem gibt es jedoch keine separaten offiziellen Angaben mehr über Zahlen von Angehörigen der Two Kettle. Heute leben ihre Nachkommen in der Cheyenne River Indian Reservation in South Dakota, gemeinsam mit den Sihasapa, Miniconjou und Sans Arc, und die Volkszählung aus dem Jahr 2000 wies aus, dass es dort 9.064 Sioux gab.

## Heutige Situation der Two Kettle
Heute findet man die Nachkommen der Two Kettle in der Cheyenne River Indian Reservation in South Dakota, wo sie zusammen mit anderen Lakota-Stämmen als Stamm auf Bundesebene anerkannt sind (federally recognized tribes); genaue Zahlen über jeden einzelnen Stamm existieren nicht mehr.
Vereinigte Staaten – South Dakota
- Cheyenne River Sioux Tribe[5] (die Cheyenne River Reservation mit über 12.141 km2 liegt in der Mitte von South Dakota, drei große Flüsse - der Missouri River (Mni Sose - ‘Turbid Water’ oder ‘Rolly Water’), Cheyenne River und der Moreau River (Hinhan Wakpa - ‘Owl River’) - durchfließen diese, im Norden wird sie durch die Standing Rock Reservation begrenzt, im Osten durch den Missouri River sowie im Süden durch den Cheyenne River, Verwaltungssitz: Eagle Butte, SD, Stammesgruppe: Lakota, Stämme: Minneconjou (Minnecojou oder Mnikoju), Two Kettles (Oohenumpa oder Owohe Nupa), Itazipco  (Itazipa Cola - Sans Arc oder Without Bows), Sihasapa (Siha Sapa - Blackfeet), Stammesmitglieder gesamt (Weiße und Indianer): 16.192 (davon 12.662 Sioux), hiervon leben 8.090, darunter 6.331 Sioux, im Reservat)